# Fumiyo Kōno
Fumiyo Kōno (こうの 史代 Kōno Fumiyo?, 28 de septiembre de 1968) es una artista de manga japonés de Nishi-ku, Hiroshima, conocido por su manga Yūnagi no machi, Sakura no kuni. 

## Biografía
Nació en Hiroshima en 1968 y comenzó a dibujar manga cuando estaba en la escuela secundaria. Su razón para comenzar a dibujar manga fue porque sus padres no solían comprarle. Kōno estudió ciencias en la Universidad de Hiroshima y se mudó a Tokio, convirtiéndose en asistente de Katsuyuki Toda, Aki Morino y Fumiko Tanigawa. Ella hizo su debut comercial en 1995 con Machikado Hana Da Yori. Ella siente que Osamu Tezuka y Fujiko Fujio estuvieron entre sus primeras influencias, pero luego se inspiró en el estilo literario de Sanpei Shirato y, en la actualidad, se inspira en la versatilidad de Yu Takita. Se graduó de la Hōsō Daigaku en 2001 con una especialización en Humanidades.

## Trabajos
- Machikado Hana Da yori (街角花だより?) (serializado 1995–1996 y 2002–2003, colectado 2007, Futabasha), 1 volumen[4]
- Pippira Nōto (ぴっぴら帳?) (serializado 1997–2004, recogido 2009, Futabasha),[5][6] 2 volúmenes 
  - Pippira Nōto 1 (2000 Futabasha)[7]
  - Pippira Nōto: Kanketsuhen (Futabasha 2004)[8]
- Kokko-san (こっこさん?)  (serializado 1999–2001, recogido 2005, Ohzora Shuppan)[9]
- Nagai Michi (長い道?) (serializado 2001–2004, recogido 2005, Futabasha)[10] (reimpresión de 2009 Futabasha)[11]
- Kappa no Neneko (かっぱのねね子?) (guion Akiho Kousaka, serializado 2001–2002, Fukuinkan Shoten Publishers)
- Yūnagi no Machi, Sakura no Kuni (夕凪の街 桜の国?)  (2003–2004, serializado en Manga Action, Futabasha) (serializado 2002 y 2004, recopilado 2004, Futabasha)[12][13]
- San-san Roku (さんさん録?) (serializado 2004–2006, recogido 2006, Futabasha)[14][15]
- Kono Sekai no Katasumi ni (この世界の片隅に?)  (serializado 2007-2009, recopilado 2008–2009, Futabasha)[16][17]

## Premios
- Kōno ganó el Gran Premio del Festival de Arte de Japón en 2004 (División Manga) por Yūnagi no Machi, Sakura no Kuni[2]
- Kōno ganó el Premio Creativo del Premio Cultural Tezuka Osamu en 2005 por Yūnagi no Machi, Sakura no Kuni
- Kōno ganó el Premio de Excelencia 2009 Festival de Arte de JapónFestival de Arte de Japón (División Manga) por Kono Sekai no Katasumi ni

### Citas
1. ↑  Asahi Shimbun. «ja:朝日新聞手塚治虫文化賞» (en japonés). Archivado desde el original el 17 de junio de 2005. Consultado el 23 de febrero de 2010.
2. 1 2 3 4  «2004 Japan Media Arts Festival Manga Division Grand Prize YUNAGI NO MACHI SAKURA NO KUNI». Japan Media Arts Festival. Archivado desde el original el 16 de enero de 2010. Consultado el 23 de febrero de 2010.
3. 1 2  «Archived copy». Archivado desde el original el 27 de septiembre de 2011. Consultado el 10 de septiembre de 2011.
4. ↑  «街角花だより» (en japonés). Futabasha. Consultado el 24 de febrero de 2010.
5. ↑  «コミック文庫)ぴっぴら帳 1» (en japonés). Futabasha. Consultado el 24 de febrero de 2010.
6. ↑  «コミック文庫)ぴっぴら帳 2» (en japonés). Futabasha. Consultado el 24 de febrero de 2010.
7. ↑  «ぴっぴら帳 1» (en japonés). Futabasha. Consultado el 24 de febrero de 2010.
8. ↑  «ぴっぴら帳 完結編» (en japonés). Futabasha. Consultado el 24 de febrero de 2010.
9. ↑  «こっこさん» (en japonés). Ohzora Shuppan. Archivado desde el original el 21 de diciembre de 2008. Consultado el 24 de febrero de 2010.
10. ↑  «長い道» (en japonés). Futabasha. Consultado el 24 de febrero de 2010.
11. ↑  «コミック文庫)長い道» (en japonés). Futabasha. Consultado el 24 de febrero de 2010.
12. ↑  «夕凪の街 桜の国» (en japonés). Futabasha. Consultado el 24 de febrero de 2010.
13. ↑  «コミック文庫)夕凪の街 桜の国» (en japonés). Futabasha. Consultado el 24 de febrero de 2010.
14. ↑  «さんさん録 1» (en japonés). Futabasha. Consultado el 24 de febrero de 2010.
15. ↑  «さんさん録 2» (en japonés). Futabasha. Consultado el 24 de febrero de 2010.
16. ↑  «この世界の片隅に 上» (en japonés). Futabasha. Consultado el 24 de febrero de 2010.
17. ↑  «この世界の片隅に 上» (en japonés). Futabasha. Consultado el 24 de febrero de 2010.